# Олсон, Оскар
О́скар О́лсон (англ. Oscar Olson; 7 октября 1878, Висконсин — 5 декабря 1962, Висконсин) — американский перетягиватель каната и тяжелоатлет, чемпион летних Олимпийских игр 1904.
В перетягивании каната на Играх 1904 в Сент-Луисе Олсон входил в состав первой команды США, которая заняла первое место и выиграла золотые медали.
В тяжёлой атлетике он соревновался в толчке двумя руками и занял последнее четвёртое место, подняв вес в 67,81 кг.